# Avdullah Hoti
Avdullah Hoti (ur. 4 lutego 1976 w Orahovacu) – kosowski polityk, premier kraju w latach 2020–2021, w latach 2014–2017 minister finansów w rządzie koalicji PDK/LDK.

## Życiorys
Był kandydatem koalicji na premiera w wyborach parlamentarnych w Kosowie w 2017 r. Stał na czele grupy parlamentarnej LDK od 2017 r. do 2020 r., kiedy objął urząd wicepremiera. Został nominowany przez LDK na premiera po tym, jak rząd Albina Kurti nie uzyskał wotum zaufania, ale jego kwalifikacje do bycia premierem zostały zakwestionowane przez Albina Kurti i jego partię, którzy stwierdzili, że nie można utworzyć rządu bez partii, która wygrał wybory i zażądali nowych wyborów. Jednak 28 maja 2020 r. Sąd Konstytucyjny Kosowa przyznał drugiej partii i Avdullahowi Hoti prawo do utworzenia rządu bez wyborów. Po tym, jak partia, która wygrała wybory, znów nie utworzyła nowego rządu, Trybunał argumentował, że Avdullah Hoti jest całkowicie uprawniony do dalszego głosowania w Parlamencie jako nowy premier Republiki Kosowa. W dniu 3 czerwca 2020 r. Hoti został wybrany premierem z 61 głosami za, 24 przeciw i 1 wstrzymującym się.